# Neoechinorhynchus cirrhinae
Neoechinorhynchus cirrhinae är en hakmaskart som beskrevs av Gupta och Sohan Lal Jain 1979. Neoechinorhynchus cirrhinae ingår i släktet Neoechinorhynchus och familjen Neoechinorhynchidae. Inga underarter finns listade i Catalogue of Life.